# Tavannes
Tavannes (toponimo francese; in tedesco Dachsfelden, desueto) è un comune svizzero di 3 626 abitanti del Canton Berna, nella regione del Giura Bernese (circondario del Giura Bernese).

## Geografia fisica
Tavannes è  collegato a Sonceboz-Sombeval attraverso il Col de Pierre Pertuis.

## Storia
Durante l'epoca romana una strada portava da Aventicum ad Augusta Raurica passando per Pierre-Pertuis.
Chiamata route romaine (via romana) nella regione, la via a carreggiata che si trova tra Tavannes e il piano di La Tanne è un cammino medievale. La datazione al radiocarbonio fa risalire la sua costruzione al XV secolo. Essa è tagliata nella roccia calcarea con una larghezza da 100 a 110 cm. È fiancheggiata da una rampa pedonale tra le carreggiate con degli scalini tagliati nella roccia.
Il villaggio deve il suo nome al castello (in gran parte distrutto nel 1499, durante la guerra sveva) che apparteneva alla famiglia dei Tavanne. La prima citazione scritta dei Tavannes, con il nome dei Theisvenna, risale all'anno 866. Il nome è cambiato più volte: Tehisvenna (884), Tasvenne, (967), Tasuenna (1181), piuttosto che Thasvanne, Taffennas e Tasueno. Per un'eredità il nome di Tavannes ha preso la direzione verso la Borgogna e la famiglia di Saulx.
Dal 1797 al 1815, Tavannes ha fatto parte della Francia, nel dipartimento del Mont-Terrible, poi, a partire dal 1800, del dipartimento dell'Alto Reno, al quale il dipartimento del Mont-Terrible fu annesso. Per decisione del congresso di Vienna, il territorio dell'antico vescovato di Basilea fu annesso al cantone di Berna, nel 1815.
Verso la fine del XIX secolo, l'industria orologiaia vi prese un grande sviluppo ed è a Henri Frédéric Sandoz che si deve la fondazione della Tavannes Watch Co, che fabbricava fino a 4000 orologi al giorno, prima di diventare CYMA Watch Co.

## Monumenti e luoghi d'interesse
- Chiesa riformata (già di Santo Stefano), eretta nel 1383 e ricostruita nel 1728[1];
- Chiesa cattolica di Cristo Re, eretta nel 1930[1].

## Società

### Evoluzione demografica
L'evoluzione demografica è riportata nella seguente tabella:
Abitanti censiti

## Geografia antropica

### Frazioni
Le frazioni di Tavannes sono:
- Forêt de Chaindon
- La Tanne
- Montagne du Droit
- Montbautier[senza fonte]

## Infrastrutture e trasporti

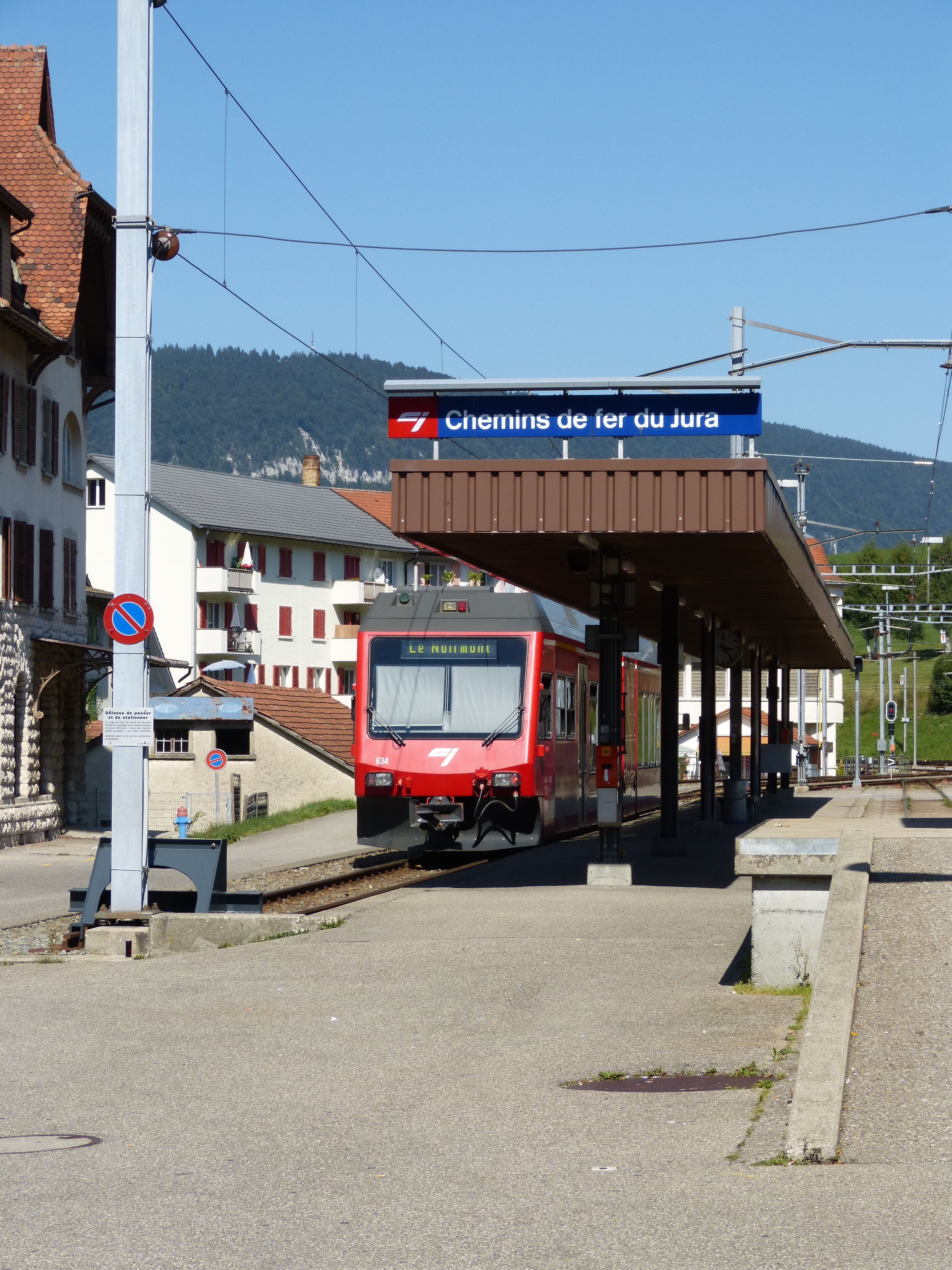
La stazione di Tavannes

Tavannes è servito dall'omonima stazione, situata sulla ferrovia Sonceboz-Sombeval-Moutier e capolinea della linea per Le Noirmont delle Chemins de fer du Jura.

## Amministrazione
Ogni famiglia originaria del luogo fa parte del cosiddetto comune patriziale e ha la responsabilità della manutenzione di ogni bene ricadente all'interno dei confini del comune; comune politico e comune patriziale furono istituiti nel 1865.